# لويس جوندن
لويس جوندن (بالإنجليزية: Lois Gunden)‏ هي الرابعة من بين خمسة أمريكان ممن مُنحوا لقب الصالحين بين الأمم من قبل مُؤسسة ياد فاشيم. وُلدت في غوشين في إنديانا بالولايات المتحدة في 25 فبراير عام 1915. في عام 1941، وعندما كانت في السادسة والعشرين من عمرها، كانت تُدرس اللغة الإنجليزية للجنة المينونايت المركزية في جنوب فرنسا عندما بدأ الاحتلال النازي. وقامت بإنقاذ العديد من الأطفال اليهود واللاجئين الإسبان من الاعتقال. وفي 27 فبراير من عام 2013، منحتها مُؤسسة ياد فاشيم لقب الصالحين بين الأمم. وتُوفيت عام 2005.